# Modrý kříž
Modrý kříž (Mezinárodní federace modrého kříže, anglicky International Federation of the Blue Cross, francouzsky Fédération Internationale de la Croix-Bleue) je nezávislá křesťanská organizace sdružující více než 40 zdravotních organizací, které se věnují boji s alkoholismem a zneužíváním jiných drog.

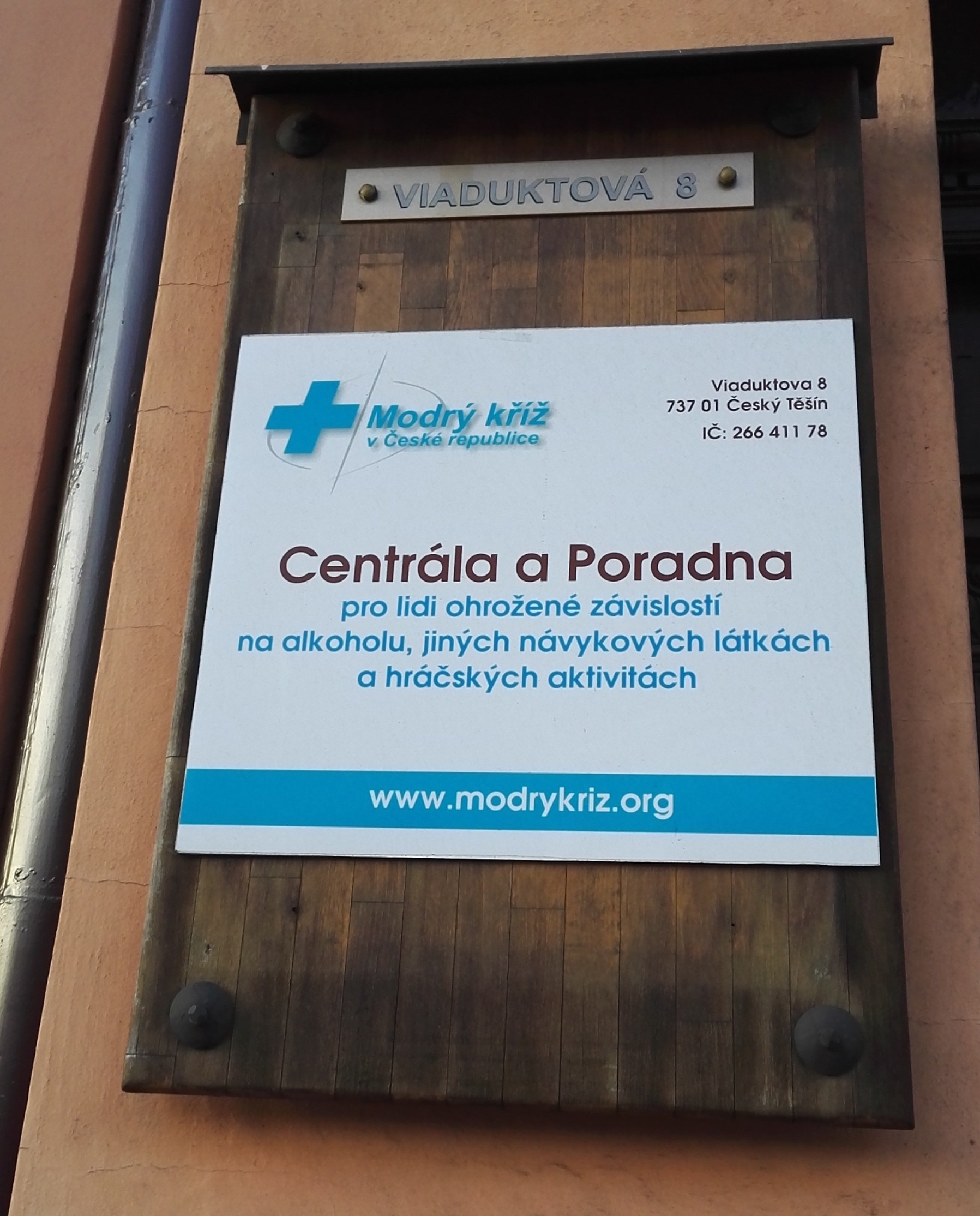
Informační deska na budově centrály českého Modrého kříže (2018)

Iniciátorem těchto organizací byl pastor Louis-Lucien Rochat, který založil roku 1877 první spolek Modrého kříže ve švýcarské Ženevě.
 Hnutí se rozšířilo i do jiných evropských zemí a roku 1886 byla založena Mezinárodní federace modrého kříže. V současnosti má tato federace 42 národních organizací.
Roku 1897 byl založen ve Staré Turé na Slovensku „Abstinenčný a dobročinný spolok Modrý kríž“, a to díky působení budapešťské odbočky Modrého kríže a jejímu předsedovi Jánu Chorvátovi. Po vzniku Československa rozšířil svou působnost i na české země (působil např. ve Stonavě). Zakázán byl roku 1952.
V České republice vznikla organizace Modrého kříže roku 2003 a o dva roky později vstoupila do Mezinárodní federace Modrého kříže; sídlí v Českém Těšíně a vyvíjí činnost zejména ve Slezsku na severní Moravě.